# スターバト・マーテル (ドヴォルザーク)
スターバト・マーテル（Stabat Mater）作品58（B.71） は、アントニン・ドヴォルザークが作曲した、ソプラノ、アルト、テノール、バス、混声合唱、管弦楽のための教会音楽である。ロッシーニの同名の作品と並んで、19世紀の『スターバト・マーテル』の名作のひとつとして知られている。

## 作曲の経緯

### 作曲と完成まで
30歳まで作曲家としては無名の存在で、貧困にあえぐ中、プラハの楽団にヴィオラ奏者として勤務しながら作曲活動を行っていたドヴォルザークであったが、1873年に初演された讃歌『ビーラー・ホラの後継者たち』の成功でようやくプラハ楽壇に彼の名が認知されるようになる。
その讃歌初演と同じ年にドヴォルザークは、彼の初恋相手だったソプラノ歌手ヨゼフィーナ・チェルマーコヴァーの妹でアルト歌手のアンナ・チェルマーコヴァーと結婚、翌年（1874年）には長男が誕生するなど、結婚からの数年間で3人の子供に恵まれた。更に1875年2月には前年つまり長男誕生の年に『交響曲第3番』や『交響曲第4番』等の作品で応募していたオーストリア政府奨学金の審査に合格、当時の年収の倍以上にあたる奨学金を受けることが決まり、作曲に専念できるという幸せをつかんだ。
ところが、その奨学金審査合格の年、ドヴォルザークに悲しい出来事がもたらされた。当年（1875年）の9月に出産した長女ホセファがその僅か2日後に亡くなったのである。この出来事がきっかけとなって翌年（1876年）に入ってから『スターバト・マーテル』のスケッチに着手、翌1876年の2月19日から5月7日にかけてスケッチを一旦仕上げているが、他の仕事で多忙をきわめたために思うようにはかどることが出来ず、スケッチは1年半近く棚上げにされた状態でいた。
そうした中、ドヴォルザークは再び悲劇に見舞われることになる。当作品のスケッチを完成させた翌年（1877年）の8月に当時11ヶ月だった次女ルジェナが劇薬を誤飲して死亡、更に同年9月には当時3歳だった長男オタカルも天然痘に罹患して亡くなった。これで、アンナと結婚してから数年の間に設けた3人の子供を全て失った。
こうした悲しい出来事は、ドヴォルザークに当作品作曲の筆を再び進ませる大きな要因となった。当時作曲途上にあった『交響的変奏曲』を急遽完成させたのち、スケッチを終えて棚上げにしていた当作品の楽譜を引っ張り出して作曲を再開。悲しみを乗り越えようとする意志から曲を書き進め、長男を亡くしてから約2ヶ月経った1877年11月13日にオーケストレーションを終え、完成にこぎつけた。

### 初演と出版
完成後すぐに行わず、3年経った1880年の12月23日にプラハの音楽芸術協会の定期演奏会で、アドルフ・チェフの指揮によって行われた。その後1882年にブルノで再演されている。出版は1881年にベルリンのジムロック社から出版されている。

## 楽器編成
フルート2、オーボエ2、イングリッシュホルン、クラリネット2、ファゴット2ホルン4、トランペット2、トロンボーン3、テューバ、ティンパニ、オルガン、弦五部

## 構成
全10曲から構成され、演奏時間は約75分。
- 第1曲 悲しみに沈める聖母は (Stabat Mater dolorosa)
四重唱と混声4部合唱。アンダンテ・コン・モート、ロ短調（2分の3拍子）。

- 第2曲 誰が涙を流さぬものがあろうか (Quis est homo, qui non fleret)
四重唱。アンダンテ・ソステヌート、ホ短調（4分の3拍子）。

- 第3曲 いざ、愛の泉である聖母よ (Eja, Mater, fons amoris)
合唱。アンダンテ・コン・モート、ハ短調（4分の4拍子）。

- 第4曲 わが心をして (Fac, ut ardeat cor meum)
バス独唱と混声4部合唱。ラルゴ、変ロ短調（8分の4拍子）。

- 第5曲 わがためにかく傷つけられ (Tui nati vulnerati)
混声4部合唱。アンダンテ・コン・モート、クアジ・アレグレット、変ホ長調（8分の6拍子）。

- 第6曲 我にも汝とともに涙を流させ (Fac me vere tecum flere)
テノール独唱と混声4部合唱。アンダンテ・コン・モート、ロ長調（4分の4拍子）。

- 第7曲 処女のうちもっとも輝ける処女 (Virgo virginum praeclara)
混声4部合唱。ラルゴ、イ長調（4分の2拍子）。

- 第8曲 キリストの死に思いを巡らし (Fac, ut portem Christi mortem)
ソプラノ、テノールの二重唱。ラルゲット、ニ長調（8分の4拍子）。

- 第9曲 焼かれ、焚かれるとはいえ (Inflammatus et accensus)
アルト独唱。アンダンテ・マエストーソ、ニ短調（4分の4拍子）。

- 第10曲 肉体は死して朽ち果てるとも (Quando corpus morietur)
四重唱と混声4部合唱。アンダンテ・コン・モート、ロ短調（2分の3拍子）。